# Edita Gruberova
Edita Grubevorá (Bratislava, 23 de dezembro de 1946 – Zurique 18 de outubro de 2021) foi uma soprano eslovaca.
Ela foi uma das mais aclamadas sopranos de coloratura das últimas décadas. Ela foi notada pela sua grande tonalidade clara, ágil, interpretação dramática e habilidade para cantar notas altas com grandes poder, o que, durante o começo de sua carreira, fez dela uma soprano ideal para o papel de A Rainha da Noite na ópera Die Zauberflöte de Mozart.

## Vida
Grubevorá nasceu em Bratislava na Eslováquia, filha de mãe húngara e um pai com ancestrais alemães. Sua linguagem materna é o Eslovaco. Ela começou a estudar música no Conservatório Bratislava onde ela foi uma aluna de Mária Medvecjá. Ela então continuou na Academia de Performances de Artes na Bratislava. Enquanto estudava, ela foi uma cantora famosa de músicas tradicionais e também apareceu muitas vezes no Teatro Nacional Eslovaco. Em 1968 ela fez sua estreia operística em Bratislava como Rosina em Il Barbiere di Siviglia. Depois de vencer uma competição de canto em Toulouse, ela foi contratada como solista da ópera de J.G. Tajovský na Eslováquia, de 1968 até 1970. No verão de 1969, Grubevorá fez uma audição em Viena e foi imediatamente contratada como membro na Ópera Estatal de Viena. O ano seguinte ela fez sua maior apresentação, como Rainha da Noite em Die Zauberflöte. Grubevorá também tomou a decisão de imigrar para o Oeste. Nos anos seguintes tornou-se solista em Viena e foi convidada para cantar nas mais importantes casas de óperas do mundo, especialmente para cantar em papéis de coloratura.
Grubevorá fez sua estreia no Glyndebourne Festival Opera em 1974 e no Metropolitan Opera em 1977, ambas as estreia com o papel de Rainha da Noite. Em 1977 ela também apareceu pela primeira vez no Festival de Salzburgo, como Thibault em Don Carlo, sob a regência de Herbert von Karajan. Em 1981 ela apareceu com Luciano Pavarotti no filme Rigoletto. Grubevorá fez sua estréia no Royal Opera House, Covent Garden como Giulietta em I Capuleti e i Montecchi de Bellini em 1984. Outros papéis importantes são Zerbinetta, Violetta, GIlda, Lucia, Konstanze, Manon e Oscar. Ela cantou Donna Anna no La Scala em 1987, Maria de La fille du régiment em 1987, Semiramide de Rossini em 1992, Rainha Elizabeth I em Roberto Devereux de Donizetti em 1990. Em 2003, adicionou o papel título Norma ao seu repertório.